# Władysław Bukowiński (poeta)
Władysław Bukowiński, pseudonim Selim (ur. 4 lutego 1871 w Święcicy k. Sandomierza, zm. 17 kwietnia 1927 w zakładzie dla nerwowo chorych w Tworkach pod Warszawą) – polski poeta, nauczyciel, publicysta, wydawca, krytyk literacki i teatralny.

## Życiorys
Syn Cypriana Bukowińskiego i Emilii z Lipińskich, właścicieli majątku ziemskiego i dworu Święcica. Studiował prawo na rosyjskim Uniwersytecie Warszawskim, gdzie założył nielegalne kółko samokształceniowe. Początkowo pracował w prokuraturze Królestwa Kongresowego, a następnie uczył historii i literatury w prywatnych szkołach w Warszawie. W 1905 roku brał udział w strajku szkolnym. Był dyrektorem prywatnej szkoły realnej Zdzisława Majewskiego pod nazwą „Szkoła Zrzeszenia Nauczycieli”, działającej przy ulicy Nowowielkiej 1c, po wiecu w 1907 zamkniętej administracyjnie, a Bukowiński skazany wówczas na trzy miesiące więzienia. Działacz Towarzystwa Kultury Polskiej (1906-1913). W latach 1908–1917 wykładał literaturę polską na Wydziale Humanistycznym Towarzystwa Kursów Naukowych w Warszawie
Zasłynął przede wszystkim jako założyciel i wydawca „Sfinksa”, miesięcznika literacko-artystycznego i naukowego, który ukazywał się w latach 1908-1913. Wokół pisma tego skupił wielu wybitnych pisarzy, m.in. Stefana Żeromskiego i Tadeusza Micińskiego. Był jednym z założycieli Związku Nauczycielstwa Polskiego, redaktorem „Prawdy” i miesięcznika pedagogicznego „Nowe Tory”.
Jego żoną była Maria, współredaktorka „Sfinksa” (zm. 1912).

## Twórczość
Poezja Bukowińskiego, ukształtowana pod wpływem Słowackiego, podejmowała popularne w okresie Młodej Polski tematy (np. przyroda tatrzańska, tęsknota za nieosiągalnym światem czystego piękna). Był także autorem poezji zaangażowanej, w której przedstawiał tendencje ideowe pokolenia zaangażowanego w walkę niepodległościową i rewolucyjną (solidaryzował się z rewolucją 1905 roku). W 1909 wydał tom studiów o Adamie Asnyku i Marii Konopnickiej pt. Poeta melodii i głębin i poetka idei.
Zbiory wierszy:
- 1898 – Z marzeń i życia
- 1901 – Nowy zeszyt. Poezje
- 1911 – Na przełomie[5]

Poematy:
- 1906 – Na greckiej fali
- 1910 – Echa[6]